# 二氯二茂钒
二氯二茂钒是一种有机钒化合物，化学式(η5-C5H5)2VCl2，一般简称 Cp2VCl2。它的结构类似二氯二茂钛，不过钒(IV)代替了其中的钛(IV)。它有一个未成对的电子，因此具顺磁性。二氯二茂钒是各种双（环戊二烯基）钒(IV)化合物的合适前体。

## 制备
Cp2VCl2首次由Wilkinson和Birmingham通过NaC5H5和VCl4在THF里反应制备。

## 反应和用处
二氯二茂钒可用于有机合成。它可以被还原成二茂钒（(C5H5)2V）。
类似二氯二茂钛，二氯二茂钒是潜在的抗癌药物，据推测通过与蛋白质转铁蛋白相互作用而起作用。 